# (17544) Kojiroishikawa
(17544) Kojiroishikawa est un astéroïde de la ceinture principale.

## Description
(17544) Kojiroishikawa est un astéroïde de la ceinture principale. Il fut découvert le 15 septembre 1993 à Kitami par Kin Endate et Kazuro Watanabe. Il présente une orbite caractérisée par un demi-grand axe de 2,26 UA, une excentricité de 0,18 et une inclinaison de 4,8° par rapport à l'écliptique.

## Compléments